# Omarmoskee (Jeruzalem)
De Omarmoskee (Arabisch: مسجد عمر بن الخطاب) is een twaalfde-eeuwse moskee in Jeruzalem. De moskee is gelegen tegenover de zuidelijke binnenhof van de Heilig Grafkerk in de wijk Muristan van Jeruzalem. 
Volgens de legende wilde patriarch Sophronius, na de verovering van Jeruzalem door de moslims in 637, zich alleen overgeven aan de commandant der gelovigen Omar. Omar reisde naar Jeruzalem en accepteerde de overgave. Hij werd door Sophronius uitgenodigd om te bidden in de Heilig Grafkerk. Omar weigerde beleefd en respecteerde zo de status van de kerk als christelijk. Omar bad in de binnenhof, op een plek waarvan ook gezegd wordt dat David daar gebeden heeft.
De Omarmoskee werd gebouwd ter herinnering aan bovenstaande legende. Sultan al-Afdal bin Saladin van de Ajjoebiden bouwde deze moskee. Hij heeft een 15 meter hoge minaret. 

## Galerij

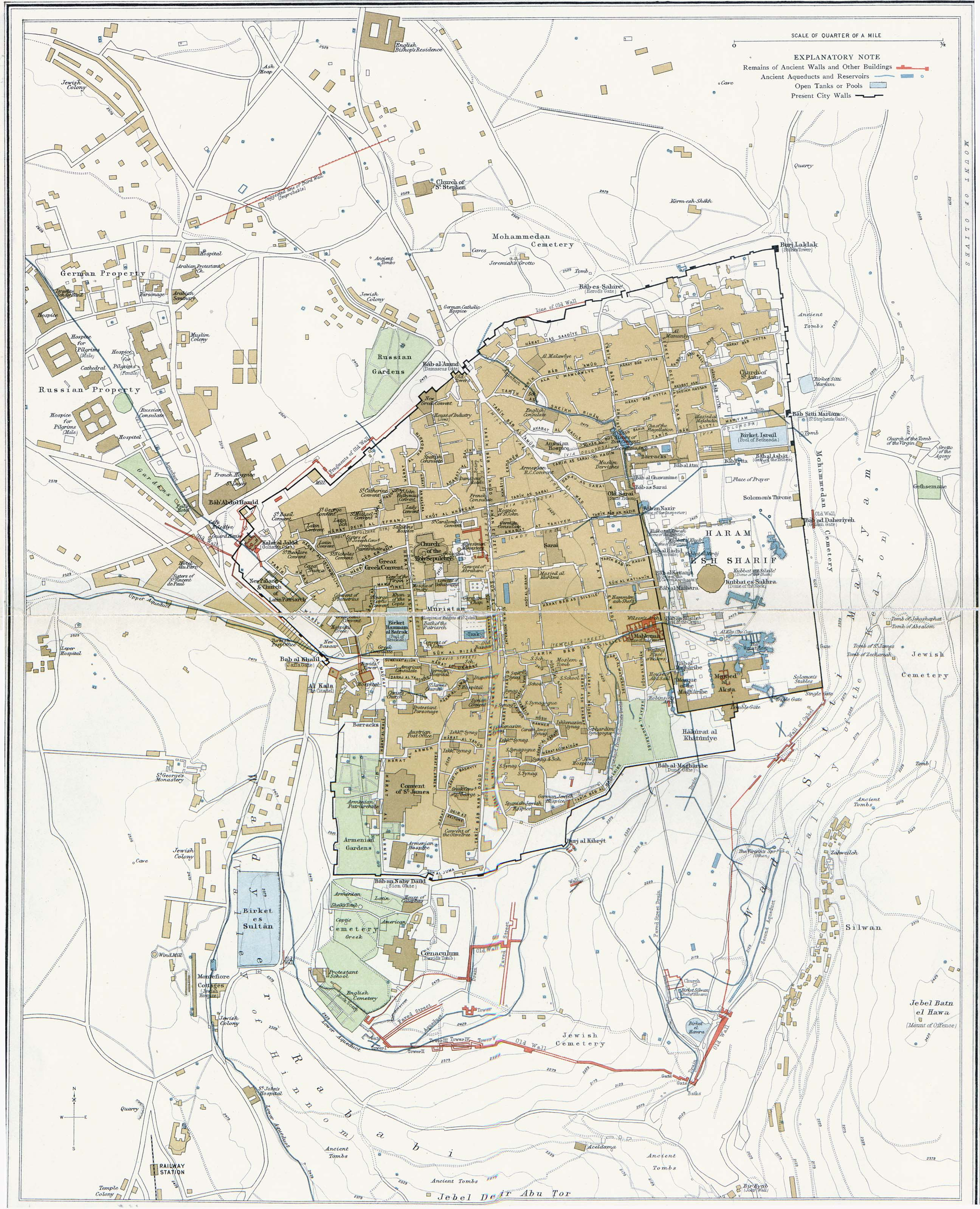
Kaart uit 1915
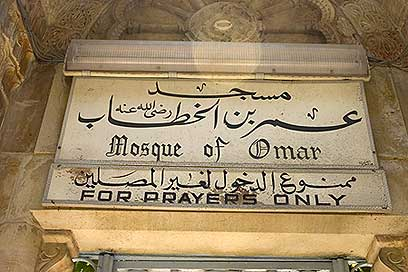